# Eyüpspor
El Eyüpspor es un equipo de fútbol de Turquía que juega en la Superliga de Turquía, la primera categoría nacional.

## Historia
Fue fundado en el año 1919 en la ciudad de Eyüp del distrito de Estambul y durante el periodo aficionado jugó tres años en la primera división nacional entre 1934 y 1937.
Desde la profesionalización del fútbol en el país el club ha estado entre la tercera y quinta división la mayor parte del tiempo.
En 2024 ascienden por primera vez a la Superliga de Turquía.

## Rivalidades
Sus principales rivales son Fatih Karagümrük y Beykoz 1908. En el pasado, los enfrentamientos entre estos equipos generaron una serie de disturbios que dejaban varios heridos.

## Palmarés
- TFF Primera División: 1

2023–24
- TFF Segunda División: 1

2020–21
- TFF Tercera División: 2

1986–87, 2014–15